# Johan Sundstein
Johan „N0tail“ Sundstein (* 8. Oktober 1993) ist ein professioneller dänisch-färöischer E-Sportler.

## Karriere
Sundstein spielte schon als Kind MOBA-Spiele, darunter auch Defense of the Ancients. Ab 2009 spielte er professionell Heroes of Newerth und konnte mit seinem Team Fnatic unter anderem drei Mal die DreamHack gewinnen, bevor er 2012 zu Dota 2 wechselte. Dort spielte er auf der Support-Position, zunächst bis 2014 weiterhin für Fnatic, anschließend für Team Secret und Cloud 9, bevor er 2015 OG mitgründete.
Mit seinem Team OG gewann er zunächst mehrere Major-Turniere und schließlich 2018 und 2019 zweimal in Folge die Weltmeisterschaft (The International). Das Magazin Forbes führt Sundstein auf der  30 Under 30-Liste 2019 im Bereich Games. Mit knapp sieben Millionen Euro an Preisgeldern führt er aktuell die Liste der erfolgreichsten E-Sportler nach Preisgeld an.
Sundstein lebt nach dem Ende seiner aktiven Karriere in Portugal.

## Erfolge (Auswahl)
| Jahr      | Platz  | Turnier                | Team    | Persönliches Preisgeld |
| --------- | ------ | ---------------------- | ------- | ---------------------- |
| Aug. 2015 | 9./12. | The International 2015 | Cloud 9 | 44.231 $               |
| Nov. 2015 | 1.     | Frankfurt Major 2015   | OG      | 222.000 $              |
| Jun. 2016 | 1.     | Manila Major 2016      | OG      | 222.000 $              |
| Aug. 2016 | 9./12. | The International 2016 | OG      | 62.311 $               |
| Dez. 2016 | 1.     | Boston Major 2016      | OG      | 200.000 $              |
| Apr. 2017 | 1.     | Kiev Major 2017        | OG      | 200.000 $              |
| Aug. 2017 | 7./8.  | The International 2017 | OG      | 123.439 $              |
| Aug. 2018 | 1.     | The International 2018 | OG      | 2.246.831 $            |
| Aug. 2019 | 1.     | The International 2019 | OG      | 3.124.036 $            |
| Okt. 2021 | 7./8.  | The International 2021 | OG      | 200.100 $              |